# Ijaza
 (août 2025).
La mise en forme du texte ne suit pas les recommandations de Wikipédia : il faut le « wikifier ».
Les points d'amélioration suivants sont les cas les plus fréquents. Le détail des points à revoir est peut-être précisé sur la page de discussion.
- Les titres sont pré-formatés par le logiciel. Ils ne sont ni en capitales, ni en gras.
- Le texte ne doit pas être écrit en capitales (les noms de famille non plus), ni en gras, ni en italique, ni en « petit »…
- Le gras n'est utilisé que pour surligner le titre de l'article dans l'introduction, une seule fois.
- L'italique est rarement utilisé : mots en langue étrangère, titres d'œuvres, noms de bateaux, etc.
- Les citations ne sont pas en italique mais en corps de texte normal. Elles sont entourées par des guillemets français : « et ».
- Les listes à puces sont à éviter, des paragraphes rédigés étant largement préférés. Les tableaux sont à réserver à la présentation de données structurées (résultats, etc.).
- Les appels de note de bas de page (petits chiffres en exposant, introduits par l'outil «  Source ») sont à placer entre la fin de phrase et le point final[comme ça].
- Les liens internes (vers d'autres articles de Wikipédia) sont à choisir avec parcimonie. Créez des liens vers des articles approfondissant le sujet. Les termes génériques sans rapport avec le sujet sont à éviter, ainsi que les répétitions de liens vers un même terme.
- Les liens externes sont à placer uniquement dans une section « Liens externes », à la fin de l'article. Ces liens sont à choisir avec parcimonie suivant les règles définies. Si un lien sert de source à l'article, son insertion dans le texte est à faire par les notes de bas de page.
- La présentation des références doit suivre les conventions bibliographiques. Il est recommandé d'utiliser les modèles {{Ouvrage}}, {{Chapitre}}, {{Article}}, {{Lien web}} et/ou {{Bibliographie}}. Le mode d'édition visuel peut mettre en forme automatiquement les références.
- Insérer une infobox (cadre d'informations à droite) n'est pas obligatoire pour parachever la mise en page.

Pour une aide détaillée, merci de consulter Aide:Wikification.
Si vous pensez que ces points ont été résolus, vous pouvez retirer ce bandeau et améliorer la mise en forme d'un autre article.
 (juin 2020).

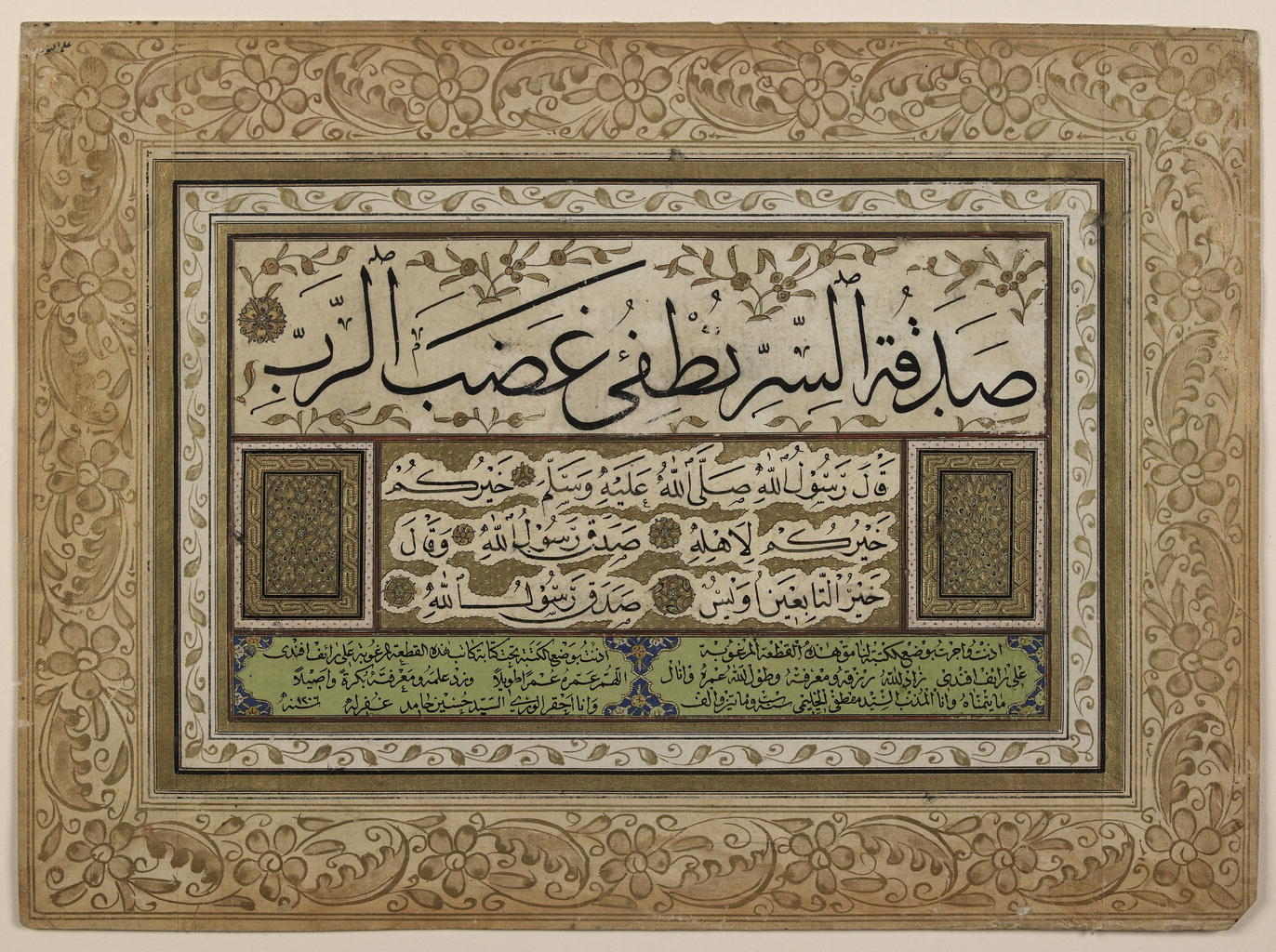

L'ijaza (en arabe: إجازة, pl. ijazat) est une autorisation ou permission d'enseigner les sciences de l'islam. Chaque savant dans chacun des trois niveaux de la religion (Islam / Fiqh, Iman / Aqida) doit posséder une ijaza d'enseigner que lui a délivrée un maître qui possède également une ijaza d'un autre alim (savant) et ainsi de suite jusqu'aux Sahaba (compagnons de Mahomet), puis à Mahomet.

## Présentation
Cette ijaza est le lien qui relie le savant à la chaîne du savoir et des connaissances remontant jusqu'à Mahomet qui tient son Ijaza de Dieu par l'intermédiaire de l'ange Gabriel comme le mentionne le Coran (Sourate 3 verset 103). Par exemple, un savant du fiqh doit avoir une ijaza d'un savant qui lui-même a une ijaza d'un autre savant et ainsi de suite jusqu'au prophète de l'islam Mahomet.
Les savants sunnites enseignant les différentes sciences de la religion ont toujours possédé une ijaza.

## Les sciences de l'islam
Les sciences de l'islam sont nombreuses, on retrouve notamment :
- 'Ilm an-Nahwu – Science de la Grammaire ;
- 'Ilm al-'Ajaaz – Science  des miracles ;
- 'Ilm ul-Kalam – Science de la Philosophie de l'Islam ;
- 'Ilm at-Tawhid – Science de l'unicité ;
- 'Ilm al-'Aqida – Science de la Doctrine musulmane ;
- 'Ilm al-Qur'an – Science du Coran ;
- 'Ilm al-Fiqh – Science de la Jurisprudence ;
- 'Ilm al-Hadith – Science des Narrations Prophétiques ;
- 'Ilm as-Sirah – Science de la vie du Prophète Mahomet ;
- 'Ilm as-Sarf – Science de la Conjugaison ;
- 'Ilm al-Bayan – Science de la Rhétorique ;
- 'Ilm at-Tafsir – Science de l'interprétation du Coran ;
- 'Ilm al-Tajweed – Science de la récitation mélodieuse du Coran ;
- 'Ilm at-Tarteel – Science de la Récitation claire du Coran ;
- 'Ilm ul-Mirath – Science des Testaments et d'autres sciences ('Ulum) ;
- 'Ilm ul-Balagha — Science de l'éloquence ;

## Exemple de Ijaza en Fiqh
Les ijaza en fiqh doivent remonter jusqu'à l'un des 4 imams dont la chaîne de savoir jusqu'aux compagnons et à Mahomet est connue.

## Sources
1. ↑  Encyclopedia of Islamic Doctrine (7 vols. 1998); *Cheikh Hisham Kabbani